# Список глав государств в 1484 году
Список глав государств в 1483 году — 1484 год — Список глав государств в 1485 году — Список глав государств по годам

## Азия
- Ак-Коюнлу — Якуб бин Узун-Гасан, султан (1478 — 1490)
- Анатолийские бейлики —
  - Зулькадар — Бузкурд Ала ад-дин-даула, бей (1479 — 1515)
  - Караманиды — Тургуторглу Махмуд, бейлербей (1483 — 1487)
  - Рамазаногуллары (Рамаданиды) — Омер, бей (1470 — 1485)
- Грузинское царство — Константин II, царь (1478 — 1490)
  -  Имеретинское царство — 
    - Константин II, царь (1479 — 1484)
    - Александр II, царь (1484 — 1510)

  -  Кахетинское царство — Александр I, царь (1476 — 1511)
  -  Картлийское царство — Константин II, царь (1478 — 1505)
  - Самцхе-Саатабаго — Кваркваре II, атабег (1451 — 1498)
- Бруней — Сулейман, султан (1432 — 1485)
- Дайвьет — Ле Тхань-тонг, император (1460 — 1497)
- Индия —
  - Амбер (Джайпур) — Чандрасена, раджа[кат.] (1453 — 1502)
  - Ахом — Сусенпхаа, махараджа[англ.] (1439 — 1488)
  - Бахманийский султанат — Махмуд-шах, султан (1482 — 1518)
  - Бенгальский султанат — Джалалуддин Фатех Шах, султан (1481 — 1487)
  - Биканер — Бика, раджа[англ.] (1465 — 1504)
  - Бунди — Банду о Шам Сингх, раджа (1470 — 1491)
  - Бхавнагар — Джетиджи Саранжи, раджа (1470 — 1500)
  - Венад[англ.] — 
    - Вира Кодаи Шри Адития Варма, махараджа[англ.] (1468 — 1484)
    - Вира Рави Рави Варма, махараджа[англ.] (1484 — 1503)

  - Виджаянагарская империя — Вирупакшарая II, махараджадхираджа (1465 — 1485)
  - Гаджапати[англ.] — Пурушоттама Дева, царь[англ.] (1466 — 1497)
  - Гуджаратский султанат — Махмуд-шах I Бегада, султан (1458 — 1511)
  - Делийский султанат — Бахлул-хан Лоди, султан (1451 — 1489)
  - Дунгарпур — Ганга Дас, раджа (1479 — 1497)
  - Камата — Ниламбар, махараджа (1480 — 1498)
  - Качари — Ладапха, царь (ок. 1461 — ок. 1486)
  - Кашмир — 
    - Хасан-шах, султан (1470 — 1484)
    - Мухаммад-шах I, султан (1484 — 1486)

  - Майсур — Шамараджа II, махараджа (1478 — 1513)
  - Малавский султанат — Гийас-шах, султан (1469 — 1500)
  - Манипур — Сенби Киянба, раджа[англ.] (1467 — 1508)
  - Марвар (Джодхпур) — Джодха, раджа (1438 — 1489)
  - Мевар — Раи Мал, махарана (1473 — 1509)
  - Пратабгарх — Сураж Мал, махараджа (1473 — 1530)
  - Синд — Низамуддин II, джем (султан)[англ.] (1461 — 1508)
  - Сирохи — Джагмаль, раджа (1483 — 1523)
  - Трипура[англ.] — Дханья Маникья, махараджа[англ.] (1463 — 1515)
  - Чамба — Ананд Верман, раджа (1475 — 1512)
- Индонезия —
  - Демак — Раден Патах, султан (1475 — 1518)
  - Маджапахит — Бравиджайя VI, раджа (1478 — 1489)
  - Пасай — Мухаммед Сах II, султан (1474 — 1495)
  - Сунда — Шри Бадуга, махараджа (1482 — 1521)
  - Сулу — Камалуд-Дин, султан[англ.] (1480 — 1505)
  - Тернате — Мархум (Гапи Багуна II), султан (1432 — 1486)
  - Чиребон[англ.] — Сунан Гугунгжати, султан[англ.] (1479 — 1568)
- Иран —
  -  Каркия — Солтан-Али Мирза, амир (1478 — 1505)
  -  Падуспаниды — 
    - Тадж аль-Давла, малек (в Кожуре) (1476 — 1491)
    - Джахангир I, малек (в Нуре) (1467 — 1499)
- Йемен —
  -  Тахириды — Аль-Мансур Абд аль-Ваххаб бин Дауд, султан (1479 — 1489)
- Казахское ханство — Бурундук, хан (1480 — 1511)
- Кипрское королевство — Катерина Корнаро, королева (1474 — 1489)
- Китай (Империя Мин)  — Чэнхуа (Чжу Цзяньшэнь), император (1464 — 1487)
- Камбоджа — Тхоммо Ричеа I, царь[англ.] (1476 — 1504)
- Лансанг  — Суванна Банланг, король (1479 — 1486)
- Малайзия — 
  - Кедах — Мухаммад Жива Зайнал Адилин Муадзам Шах I, султан[англ.] (1472 — 1506)
  - Келантан — Мансур-шах ибн аль-Мартум, султан[англ.] (1467 — 1522)
  - Малаккский султанат — Ала-ад-дин Риайят Шах, султан (1477 — 1488)
  - Паханг — Ахмад-шах I, султан (1475 — 1494)
- Мальдивы — 
  - Омар II, султан (1480 — 1484)
  - Хассан V, султан (1484 — 1485)
- Михрабаниды[англ.] — Шамс аль-Дин Мухаммад, малик[англ.] (1480 — ок. 1495)
- Могулистан — Юнус, хан  (1472 — 1487)
- Монгольская империя (Северная Юань) — Бату-Мункэ Даян-хан, великий хан (1478 — 1517)
- Мьянма — 
  - Ава — Минкхонг II, царь[англ.] (1480 — 1501)
  - Аракан (Мьяу-У) — Мин Долиа, царь[англ.] (1482 — 1492)
  - Пьи — Тэдо Минсо, царь[англ.] (1482 — 1526)
  - Хантавади — Дхаммазеди, царь[англ.] (1471 — 1492)
- Ногайское ханство — Аббас, бий (1473 — 1491)
- Оман — Умар бен аль-Хаттаб, имам (1451 — 1490)
- Османская империя — Баязид II, султан (1481 — 1512)
- Рюкю — Сё Син, ван (1477 — 1526)
- Сибирское ханство — Ибак, хан (ок. 1464 — 1495)
- Таиланд — 
  - Аютия — Боромотрайлоканат, король (1448 — 1488)
  - Ланнатай — Тилокарат, король[англ.] (1441 — 1487)
- Тибет — Нгаги Вангпо, гонгма[англ.] (1481 — 1491)
- Туран (Государство Тимуридов) — 
  - Мавераннахр — Ахмед, хан (1469 — 1494)
  - Хорасан — Хусейн Мирза Байкара, эмир  (1470 — 1506)
- Филиппины — 
  - Тондо — Калангитан, дайян (королева)[англ.] (ок. 1450 — ок. 1515)
- Чосон  — Сонджон, ван (1469 — 1494)
- Ширван — Фаррух Ясар I, ширваншах (1465 — 1500)
- Шри-Ланка — 
  - Джафна — Сингаи Парарасасегарам, царь[фр.] (1478 — 1519)
  - Канди — Сена Самматха Викрамабаху, царь[англ.] (1473 — 1511)
  - Котте — 
    - Паракрамабаху VII, царь (1480 — 1484)
    - Паракрамабаху VIII, царь (1484 — 1518)
- Япония — 
  - Фусахито (Го-Цутимикадо), император (1464 — 1500)
  - Сёгунат Муромати — Асикага Ёсихиса, сёгун (1473 — 1489)

## Америка
- Ацтекская империя (Тройственный союз) — Тисок, великий тлатоани (1481 — 1486)
  - Теночтитлан — Тисок, Теночтитлан (1481 — 1486)
  - Тескоко — Несауальпилли, тлатоани (1472 — 1515)
  - Тлакопан — Чимальпопока, тлатоани (1470 — 1490)
- Империя инков — Тупак Инка Юпанки, сапа инка (1471 — 1493)
- Конфедерация Муисков[англ.] — 
  - Мичуа, заку[англ.] (1470 — 1490)
  - Сагуаманчика, зипа[англ.] (1470 — 1490)
- Тараско — Зуангуа, каконци (1479 — 1520)

## Африка
- Абдальвадиды (Зайяниды) — Абу Абдалла IV, султан (1470 — 1504)
- Адаль — Шамс ад-Дин ибн Мухаммад, султан (1472 — 1488)
- Бамум — Монжу, мфон (султан)[англ.] (1461 — 1498)
- Бенинское царство — Озолуа, оба[англ.] (1480 — 1504)
- Борну — Али Гаджидени, маи[нем.] (1455 — 1487)
- Буганда — 
  - Киимба, кабака (ок. 1464 — ок. 1484)
  - Киггала, кабака (ок. 1434 — ок. 1464, ок. 1484 — ок. 1494)
- Варсангали[англ.] — Сиисе II, султан[англ.] (1479 — 1491)
- Вогодого — Натиа, нааба (ок. 1475 — ок. 1500)
- Джолоф — Тас Даагулен, буур-ба[англ.] (1481 — 1488)
- Египет (Мамлюкский султанат) — Каит-бай аль-Ашраф, султан (1468 — 1496)
- Кано[англ.] — Мухаммад Румфа, султан[англ.] (1463 — 1499)
- Каффа — Аддио, царь (ок. 1460 — ок. 1495)
- Килва — Аль-Хассан ибн Сулейман, султан (1479 — 1485)
- Конго — Нзинга Нкуву (Жуан I), маниконго[англ.] (ок. 1470 — ок. 1509)
- Мали — Мамаду I, манса (ок. 1480/1481 — 1496)
- Марокко (Ваттасиды) — Мухаммед аш-Шейх, султан (1472 — 1504)
- Массина — Нгуя, ардо (1480 — 1510)
- Мутапа — Ньяхума Мукомберо, мвенемутапа[англ.] (1480 — 1490)
- Нри[англ.] — Яньямата, эзе[англ.] (1465 — 1511)
- Руанда — Ндахиро II, мвами (1477 — 1510)
- Свазиленд — Мсвати I, вождь (ок. 1480 — ок. 1520)
- Сонгай — Али Бер, император (1464 — 1492)
- Твифо-Эман[англ.] — Агиен Кокобо, аквамухене[англ.] (ок. 1480 — ок. 1500)
- Хафсиды — Усман, халиф (1435 — 1488)
- Эфиопия — Эскендер, император (1478 — 1494)

## Европа
- Англия — Ричард III, король (1483 — 1485)
- Андорра — 
  - Екатерина де Фуа, княгиня-соправитель (1483 — 1512, 1513 — 1517)
  - Пере де Кардона, епископ Урхельский, князь-соправитель (1472 — 1512, 1513 — 1515)
- Астраханское ханство — Касим I, хан (ок. 1471 — ок. 1490)
- Большая Орда — 
  - Сайид-Ахмад II, хан (1481 — 1487)
  - Муртаза, хан (1481 — 1485, 1487 — 1491)
  - Шейх-Ахмед, хан (1481 — 1487, 1487 — 1491, 1495 — 1502)
- Валахия — Влад IV Монах, господарь (1481, 1482 — 1495)
- Венгрия — Матьяш Хуньяди, король (1458 — 1490)
- Дания — Иоганн (Ганс), король (1481 — 1513)
- Зета — Иван I Черноевич, господарь (1465 — 1490)
- Ирландия —
  - Десмонд — Тадг Лиат Маккарти, король (1469 — 1503)
  - Тир Эогайн — Конн Мор мак Эйнри, король (1483 — 1493)
  - Томонд — Конхобар Мор мак Тойрделбах О’Брайен, король (1466 — 1496)
- Испания —
  - Арагон — Фердинанд II, король (1479 — 1516)
  - Гранадский эмират — Абу-ль-Хасан Али, эмир (1464 — 1482, 1483 — 1485)
  - Кастилия и Леон — Изабелла I, королева (1474 — 1504)
  - Наварра — Екатерина де Фуа, королева (1483 — 1517)
  - Пальярс Верхний — Уго Роже III, граф (1451 — 1488)
- Италия —
  - Венецианская республика — Джованни Мочениго, дож (1478 — 1485)
  - Гвасталла — Франческо Мария Торелли, граф (1460 — 1486)
  - Генуэзская республика — Паоло ди Капофрегозо, дож (1462, 1463 — 1464, 1483 — 1488)
  - Мантуя — 
    - Федерико I Гонзага, маркграф (1478 — 1484)
    - Франческо II Гонзага, маркграф (1484 — 1519)

  - Масса и Каррара — Альберико II Маласпина, маркграф (1481 — 1519)
  - Милан — Джан Галеаццо Сфорца, герцог (1476 — 1494)
  - Монтекьяруголо — Марсилио Торелли, граф (1462 — 1489)
  - Монферрат — Бонифаций III, маркграф (1483 — 1494)
  - Неаполитанское королевство — Фердинанд I, король (1458 — 1494)
  - Пьомбино — Якопо IV Аппиани, князь (1474 — 1511)
  - Салуццо — Лодовико II, маркграф (1475 — 1487, 1490 — 1504)
  - Сицилийское королевство — Фердинанд II Арагонский, король (1479 — 1516)
  - Урбино — Гвидобальдо да Монтефельтро, герцог (1482 — 1502, 1503 — 1508)
  - Феррара, Модена и Реджо — Эрколе I д’Эсте, герцог (1471 — 1505)
  - Флорентийская республика — Лоренцо Медичи Великолепный, глава правительства (1469 — 1492)
- Казанское ханство — 
  - Ильхам, хан (1479 — 1484, 1485 — 1487)
  - Мухаммед-Амин, хан (1484 — 1485, 1487 — 1496, 1502 — 1518)
- Крымское ханство — Менгли I Герай, хан (1467, 1469 — 1475, 1478 — 1515)
- Литовское княжество — Казимир Ягеллон, великий князь (1440 — 1492)
  -  Мстиславское княжество — Иван Юрьевич, князь (1460 — ок. 1490)
- Молдавское княжество — Стефан III Великий, господарь (1457 — 1504)
- Монако — Ламбер, сеньор (1458 — 1494)
- Мэн — Томас II Стэнли, король (1459 — 1504)
- Наксосское герцогство — Джованни III, герцог (1480 — 1494)
- Норвегия — Иоганн, король (1483 — 1513)
- Островов королевство — Джон II Макдональд, король Островов (1449 — 1493)
- Папская область — 
  - Сикст IV, папа (1471 — 1484)
  - Иннокентий VIII, папа (1484 — 1492)
- Польша — Казимир IV Ягеллон, король (1447 — 1492)
  - Варшавское княжество — Болеслав V Варшавский, князь[англ.] (1471 — 1488)
  - Плоцкое княжество — Януш II Плоцкий, князь (1475 — 1495)
  - Черское княжество — Конрад III Рыжий, князь (1471 — 1503)
- Португалия — Жуан II Совершенный, король (1477, 1481 — 1495)
- Русские княжества — 
  -  Великое княжество Московское — Иван III Васильевич, государь всея Руси (1462 — 1505)
    -  Великопермское княжество — Матвей Михайлович, князь (1481 — 1505)
    -  Верейско-Белозерское княжество — Михаил Андреевич, князь (1432 — 1486)
    -  Волоцкое княжество — Борис Васильевич, князь (1462 — 1494)
    -  Можайское княжество — Андрей Васильевич Большой, князь (1481 — 1493)
    -  Углицкое княжество — Андрей Васильевич Большой, князь (1462 — 1492)

  -  Рязанское княжество — Иван Васильевич, князь (1483 — 1500)
  -  Тверское княжество — Михаил Борисович, великий князь (1461 — 1485)
    -  Микулинское княжество — Андрей Борисович, князь (1460 — 1485)
    -  Холмское княжество — Михаил Дмитриевич, князь (ок. 1454/1456 — ок. 1485)
- Священная Римская империя — Фридрих III, император, король Германии (1452 — 1493)
  - Австрия — 
    - Внутренняя и Нижняя Австрия — Фридрих V (император Фридрих III), герцог (1457 — 1493)
    - Передняя Австрия и Тироль — Сигизмунд, герцог (1439 — 1490)

  - Ангальт — 
    - Ангальт-Дессау — 
      - Эрнст I, князь (1474 — 1516)
      - Георг II, князь (1474 — 1509)
      - Сигизмунд III, князь (1474 — 1487)
      - Рудольф IV, князь (1474 — 1510)

    - Ангальт-Кётен — 
      - Вальдемар VI, князь (1473 — 1508)
      - Филипп, князь (1475 — 1500)
      - Магнус, князь (1475 — 1508)
      - Адольф II, князь (1475 — 1508)

  - Ансбах — Альбрехт Ахилл, маркграф (1440 — 1486)
  - Бавария — 
    - Бавария-Дахау — Сигизмунд, герцог (1467 — 1501)
    - Бавария-Ландсхут — Георг Богатый, герцог (1479 — 1503)
    - Бавария-Мюнхен — Альбрехт IV, герцог (1463 — 1503)

  - Баден — 
    - Кристоф I, маркграф (1475 — 1515)
    - Альбрехт, маркграф (1475 — 1488)

  - Байрет (Кульмбах) — Альберт Ахилл, маркграф (1457 — 1486)
  - Бранденбург — Альбрехт III Ахилл, курфюрст (1470 — 1486)
  - Брауншвейг — 
    - Брауншвейг-Вольфенбюттель — 
      - Вильгельм IV, герцог (1482 — 1491)
      - Фридрих III, герцог (1482 — 1484)

    - Брауншвейг-Грубенхаген — 
      - Альбрехт II, герцог (1440 — 1485)
      - Генрих IV, герцог (1464 — 1526)

    - Брауншвейг-Каленберг — 
      - Вильгельм IV, герцог (1473 — 1491)
      - Фридрих III, герцог (1473 — 1484)

    - Брауншвейг-Люнебург — Генрих, герцог (1478 — 1520)

  - Вальдек — 
    - Вальдек-Вальдек — 
      - Генрих VIII, граф (1475 — 1486)
      - Филипп II, граф (1475 — 1486)

    - Вальдек-Ландау — Отто IV, граф (1459 — 1495)

  - Восточная Фризия — Энно I, граф (1480 — 1491)
  - Вюртемберг — Эберхард V Бородатый, граф (1482 — 1495)
  - Ганау — 
    - Ганау-Лихтенберг — Филипп II, граф[англ.] (1480 — 1504)
    - Ганау-Мюнценберг — Филипп I Младший, граф[англ.] (1458 — 1500)

  - Гессен — 
    - Гессен-Кассель — Вильгельм I, ландграф (1471 — 1493)
    - Гессен-Марбург — Вильгельм III, ландграф (1483 — 1500)

  - Гольштейн — Иоганн Датский, герцог (1481 — 1513)
    - Гольштейн-Пиннеберг — Эрик, граф (1474 — 1492)

  - Кёльнское курфюршество — Герман IV Гессен, курфюрст (1475 — 1508)
  - Клеве-Марк — Иоганн II, герцог (1481 — 1521)
  - Лотарингия — Рене II, герцог (1473 — 1508)
  - Майнцское курфюршество — 
    - Адальберт Саксонский, курфюрст (1482 — 1484)
    - Бертольд фон Хеннеберг, курфюрст (1484 — 1504)

  - Мекленбург — 
    - Магнус II, герцог (1483 — 1503)
    - Бальтазар, герцог (1483 — 1507)

  - Монбельяр — Эберхард V Бородатый, граф (1457 — 1473, 1482 — 1496)
  - Нассау — 
    - Нассау-Байлштайн[нем.] — Генрих IV, граф (1473 — 1499)
    - Нассау-Вейльбург — Филипп II, граф (1429 — 1492)
    - Нассау-Висбаден-Идштейн[нем.] — 
      - Нассау-Висбаден[нем.] — Адольф III, граф (1480 — 1509)
      - Нассау-Идштейн[нем.] — Филипп, граф (1480 — 1509)

    -  Нассау-Дилленбург[англ.] — 
      - Энгельберт II, граф (1475 — 1504)
      - Иоганн V, граф (1475 — 1516)

    - Нассау-Саарбрюккен — Иоганн Людвиг, граф (1472 — 1545)

  - Ольденбург — 
    - Адольф, граф (1482 — 1500)
    - Иоганн V, граф (1482 — 1526)

  - Померания — Богуслав X Великий, герцог (1478 — 1523)
  - Пфальц — Филипп I, курфюрст (1476 — 1508)
    - Пфальц-Зиммерн[англ.] — Иоганн I, пфальцграф[англ.] (1480 — 1509)
    - Пфальц-Мосбах-Нойбург[англ.] — Оттон II, пфальцграф[англ.] (1461 — 1499)
    - Пфальц-Цвейбрюккен — Людвиг I Чёрный, пфальцграф (1459 — 1489)

  - Савойя — Карл I, герцог (1482 — 1490)
  - Саксония — 
    - Саксен-Виттенберг — 
      - Эрнст, курфюрст Саксонии (1464 — 1486)
      - Альбрехт III, герцог (1464 — 1500)

    - Саксен-Ратцебург-Лауэнбург — Иоганн V, герцог (1463 — 1507)

  - Трирское курфюршество — Иоганн II Баденский, курфюрст (1456 — 1503)
  - Хахберг-Заузенберг — Рудольф IV, маркграф (1441 — 1487)
  - Чехия — 
    - Матьяш Хуньяди, король (1471 — 1490)
    - Владислав II Ягеллон, король (1471 — 1516)
    - Силезские княжества —
      - Бжегское княжество — Фридрих I Легницкий, князь (1481 — 1488)
      - Глогувское княжество — Ян II Жаганьский, князь (1476 — 1488)
      - Заторское княжество — 
        - Казимир II Заторский, князь (1468 — 1490)
        - Вацлав II Заторский, князь (1468 — ок. 1487)
        - Ян V Заторский, князь (1468 — 1513)
        - Владислав Заторский, князь (1468 — 1493)

      - Зембицкое (Мюнстерберг) княжество — 
        - Йиндржих I из Подебрад, князь (1462 — 1498)
        - Викторин из Подебрад, князь (1462 — 1500)

      - Легницкое княжество — Фридрих I Легницкий, князь (1454 — 1488)
      - Любинское княжество — Фридрих I Легницкий, князь[пол.] (1482 — 1488)
      - Немодлинско-Стрелецкое княжество — Николай II Немодлинский, князь (1476 — 1497)
      - Олавское княжество — Фридрих I Легницкий, князь[англ.] (1454 — 1488)
      - Олесницкое княжество — Конрад X Белый, князь (1450 — 1452, 1478 — 1492)
      - Опавское княжество — Викторин из Подебрад, князь (1465 — 1485)
      - Опольское княжество — Ян II Добрый, князь (1476 — 1532)
      - Ратиборское княжество — Ян V Ратиборский, князь (1456 — 1493)
      - Сцинавское княжество — Конрад X Белый, князь[пол.] (1450 — 1492)
      - Тешинское (Цешинское) княжество — Казимир II Цешинский, князь (1477 — 1528)
      - Тошецкое княжество — 
        - Пшемыслав Тошецкий, князь (1445 — 1484)
        - Ян IV Освенцимский, князь (1484)
        - в 1484 году присоединено к землям чешской короны

  - Юлих-Берг — Вильгельм III (IV), герцог (1475 — 1511)
- Тевтонский орден — Мартин Трухзес фон Ветцхаузен, великий магистр (1477 — 1489)
  - Ливонский орден — Иоганн Фридрих фон Лоринкгофен, ландмейстер (1483 — 1494)
- Франция — Карл VIII, король (1483 — 1498)
  - Арманьяк — Шарль, граф (1473 — 1497)
  - Бретань — Франциск II, герцог (1458 — 1488)
  - Овернь и Булонь — Бертран II, граф (1461 — 1497)
  - Фуа — Екатерина де Фуа, графиня (1483 — 1517)
- Швеция — Стен Стуре Старший, регент (1470 — 1497, 1500 — 1503)
- Шотландия — Яков III, король (1460 — 1488)

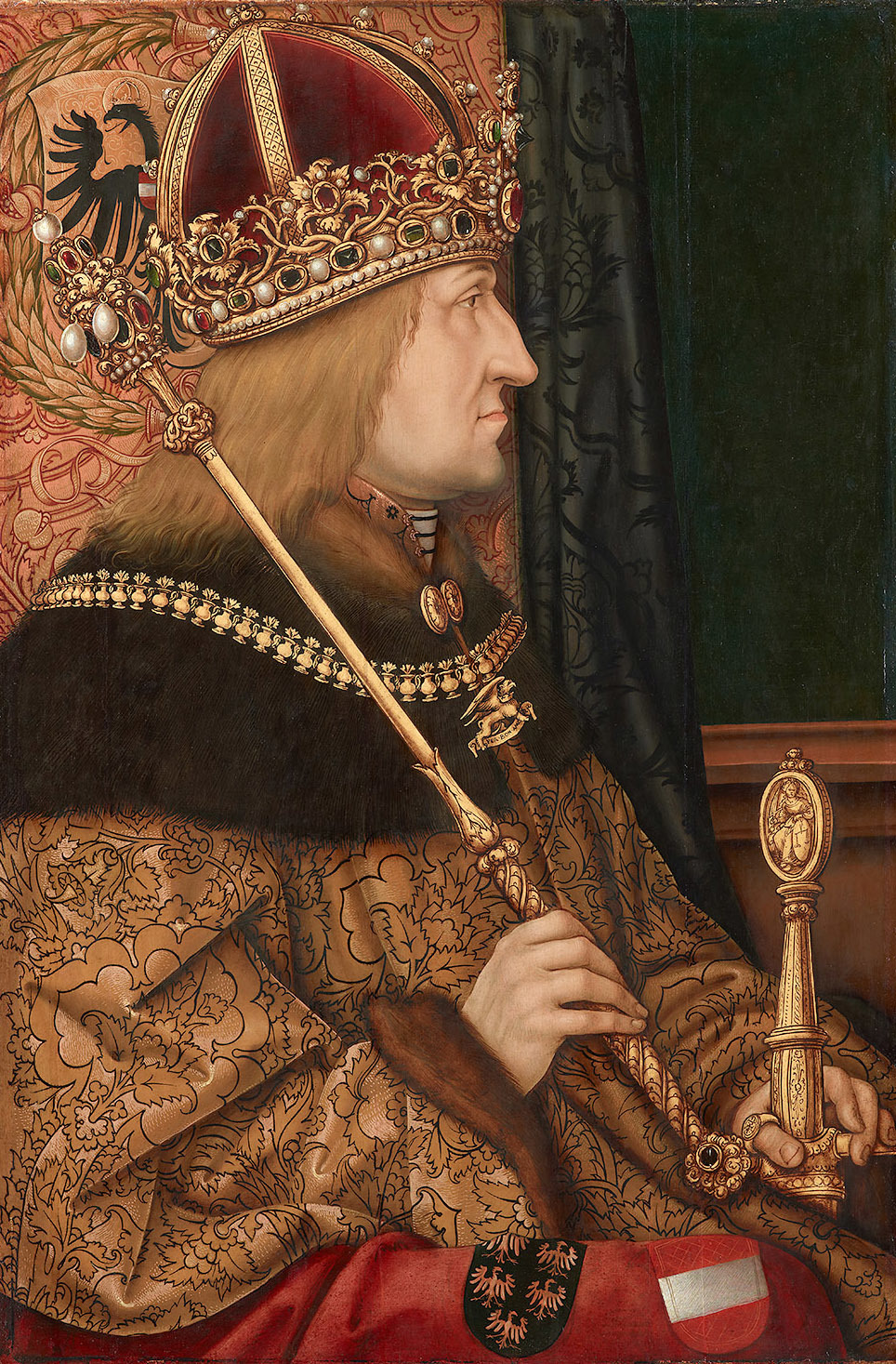
Фридрих III Габсбург 1452-1493 Император Священной Римской империи
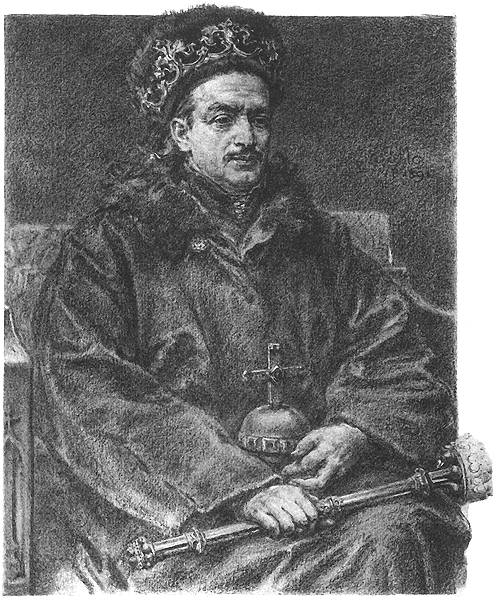
Казимир Ягеллон 1447-1492 Король Польши и Великий князь Литовский
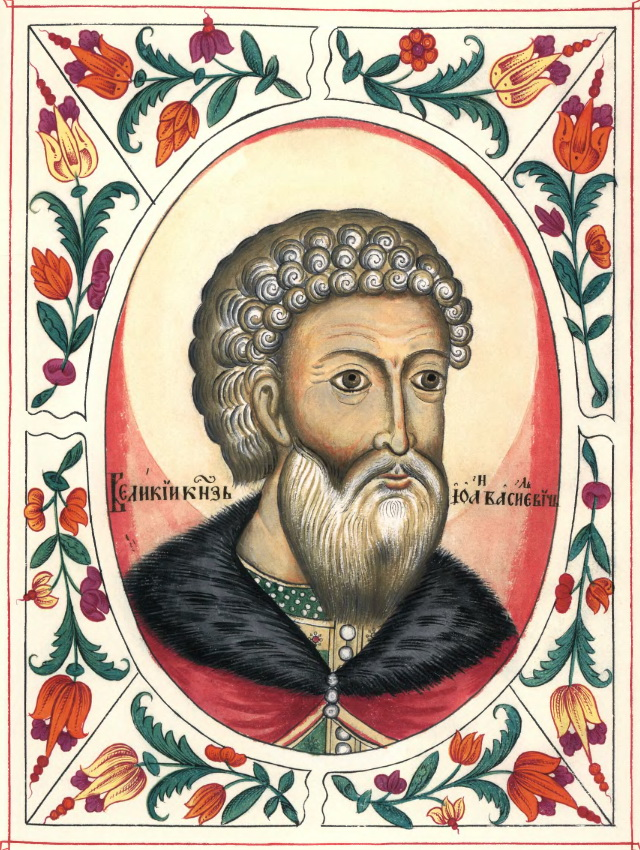
Иван III Васильевич 1462-1505 Государь всея Руси
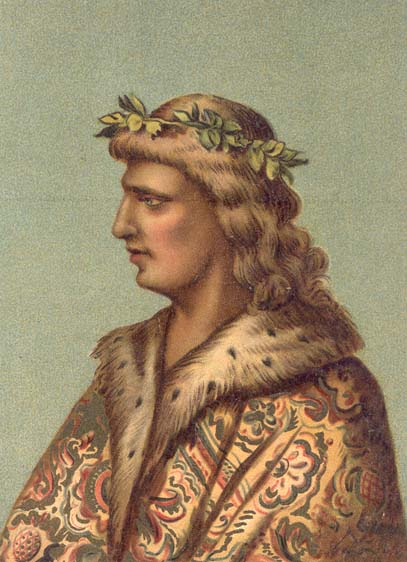
Матьяш Хуньяди 1458-1490 Король Венгрии и Чехии
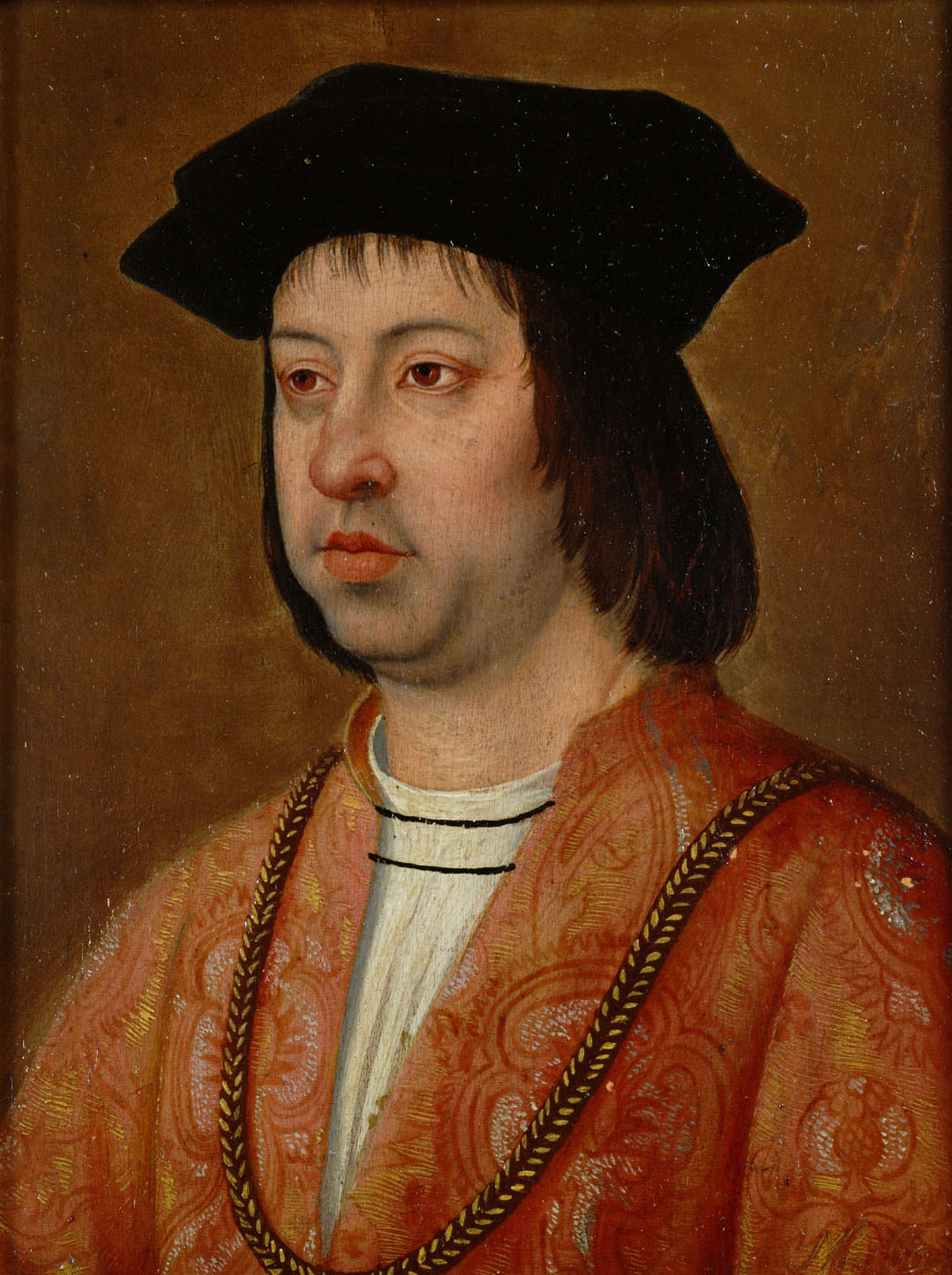
Фердинанд II 1479-1516 Король Арагона и Сицилии
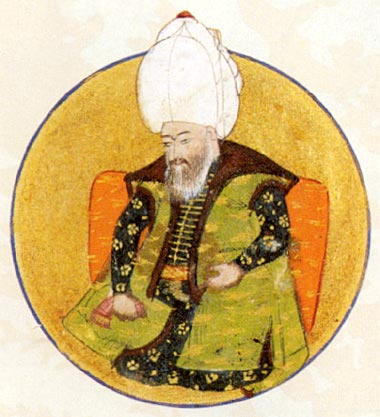
Баязид II 1481-1512 Османский султан
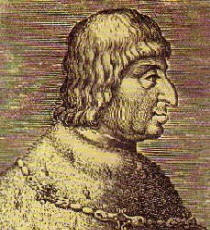
Фердинанд I 1458-1494 Король Неаполя
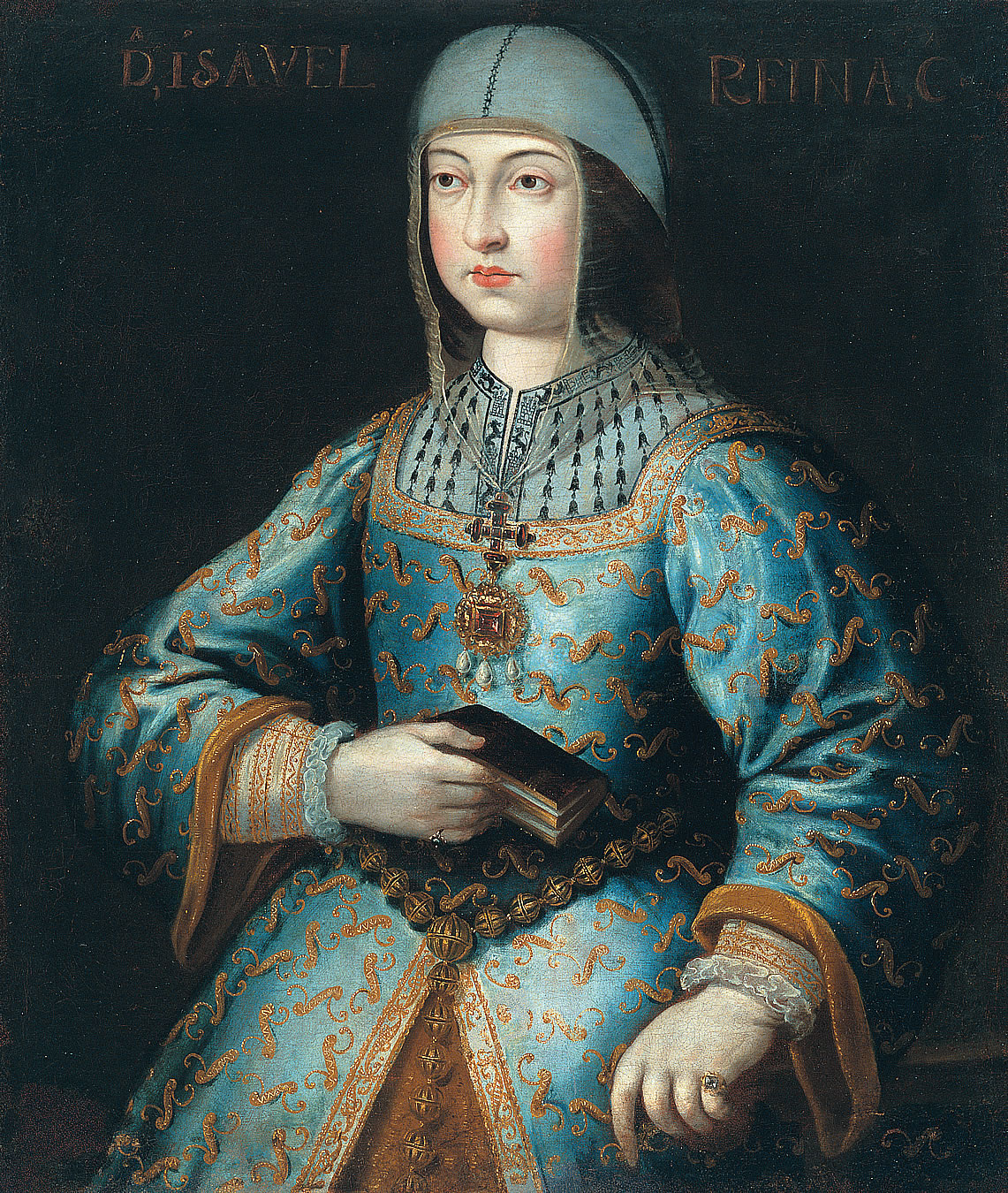
Изабелла 1474-1504 Королева Кастилии и Леона
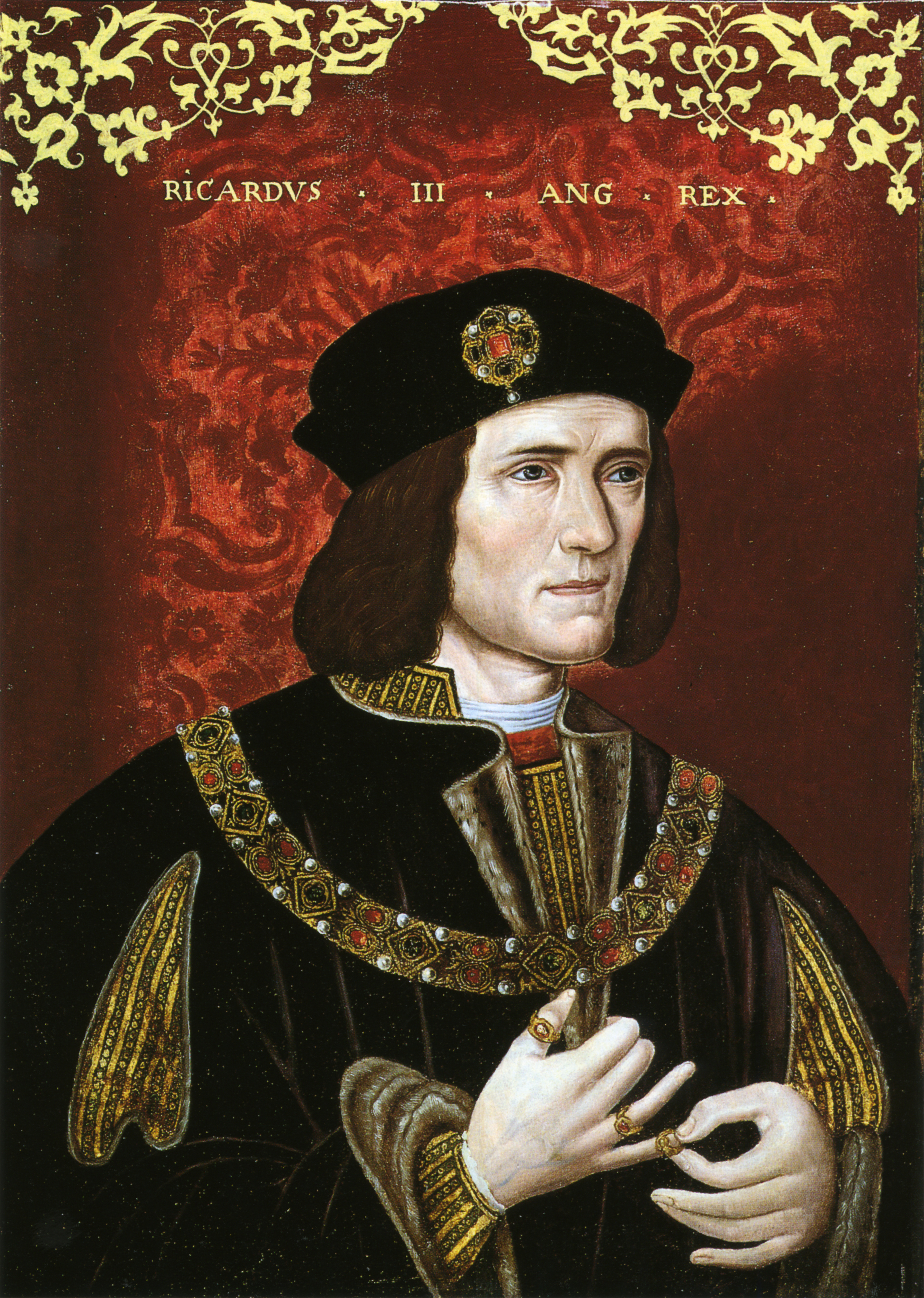
Ричард III 1483-1485 Король Англии
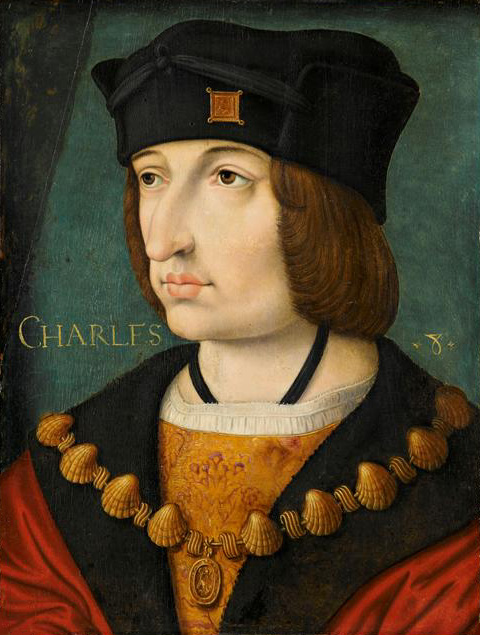
Карл VIII 1483-1498 Король Франции
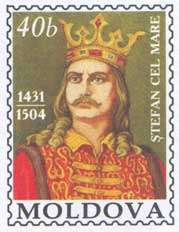
Стефан III Великий 1457-1504 Господарь Молдовы
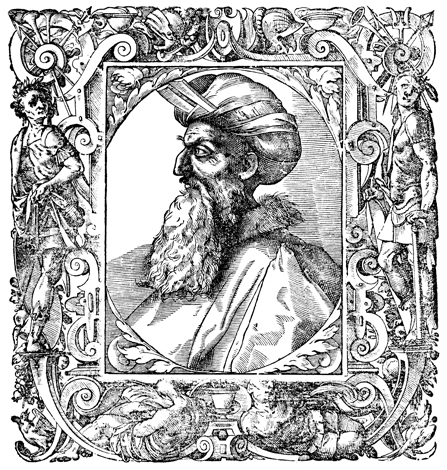
Каит-бай 1468-1496 Султан Египта
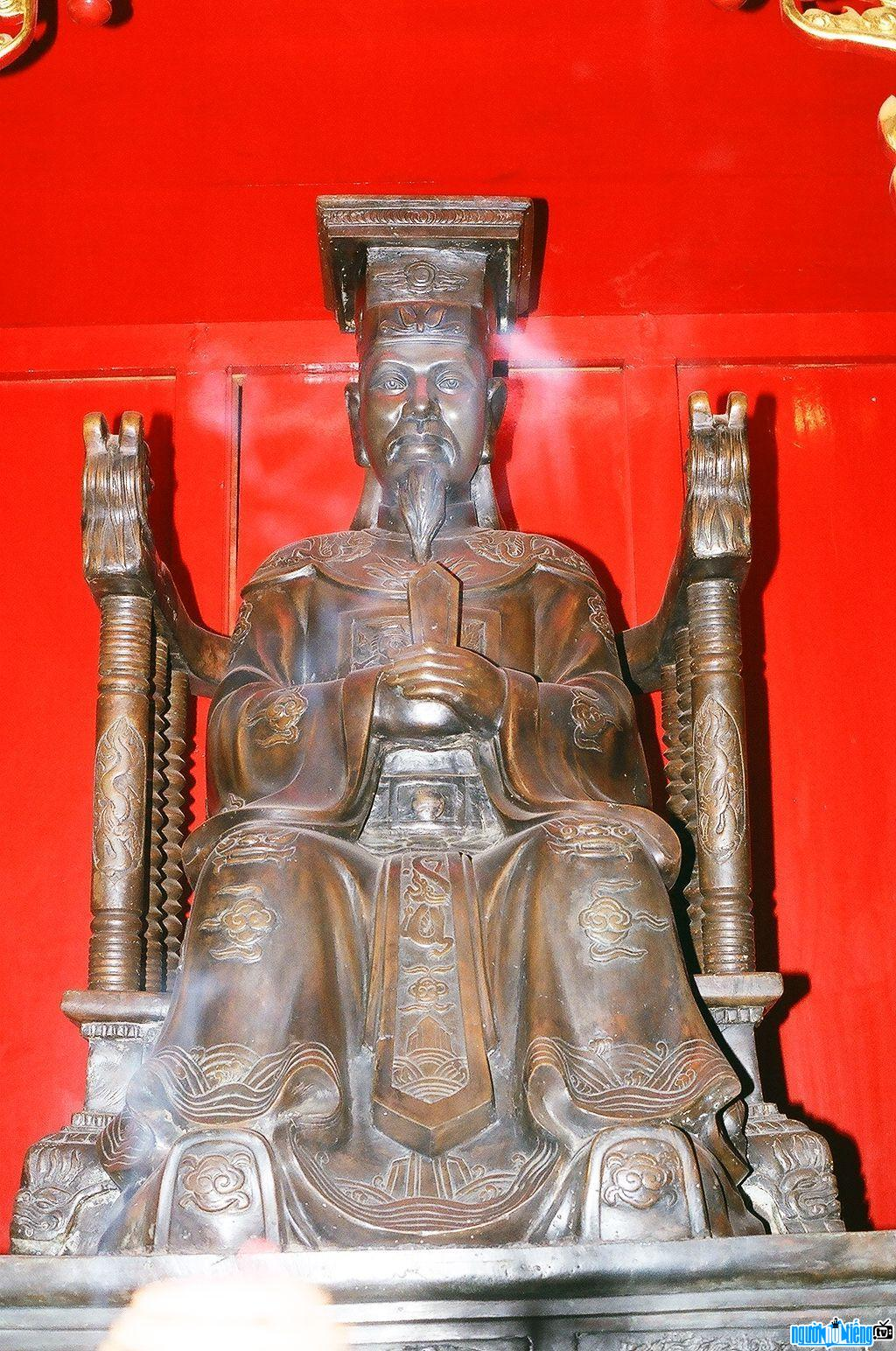
Ле Тхань-тонг 1460-1493 Император Дайвьета
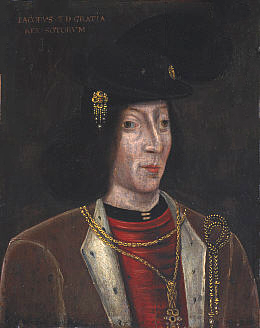
Яков III 1460-1488 Король Шотландии
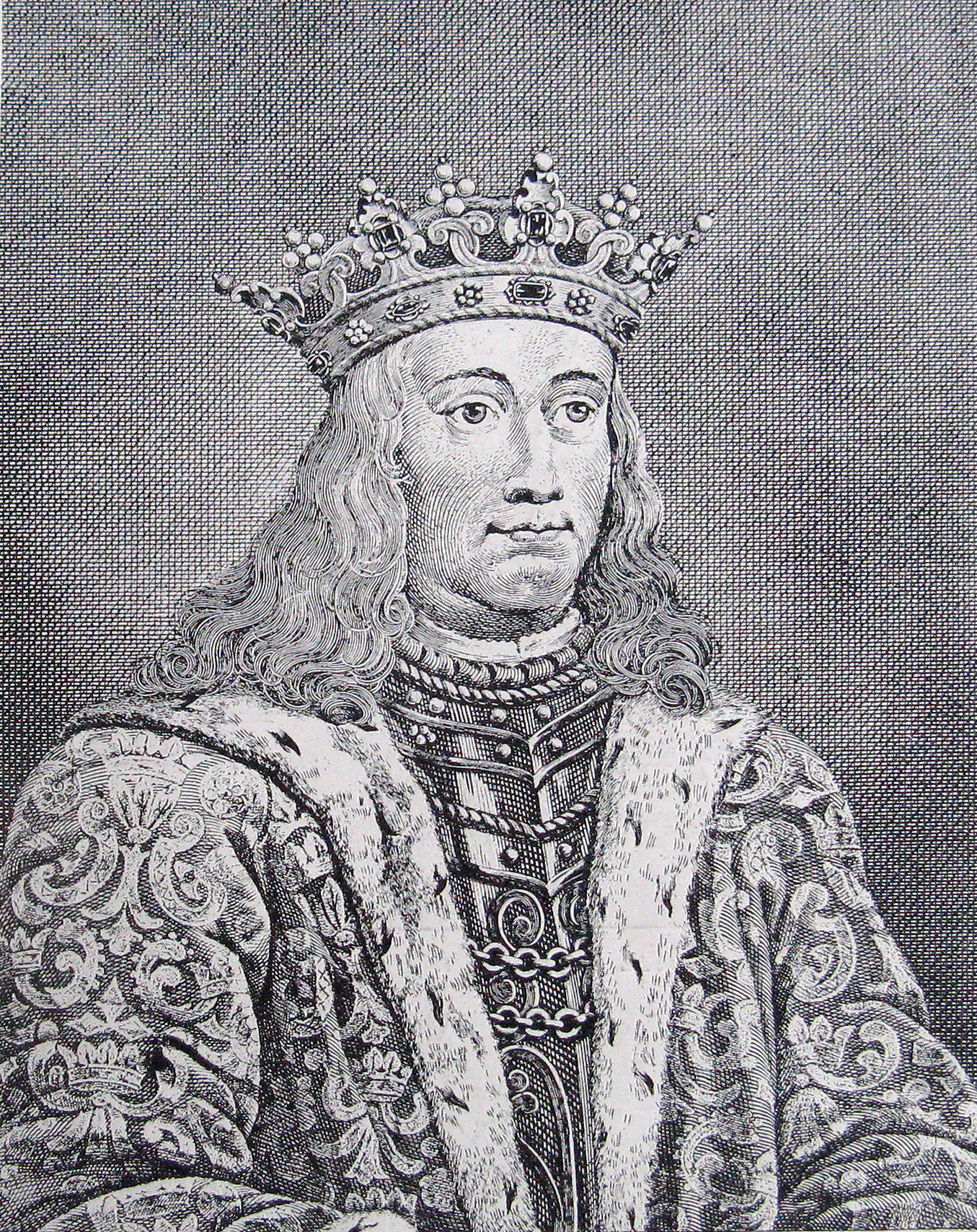
Иоганн (Ганс) 1483-1513 Король Дании и Норвегии
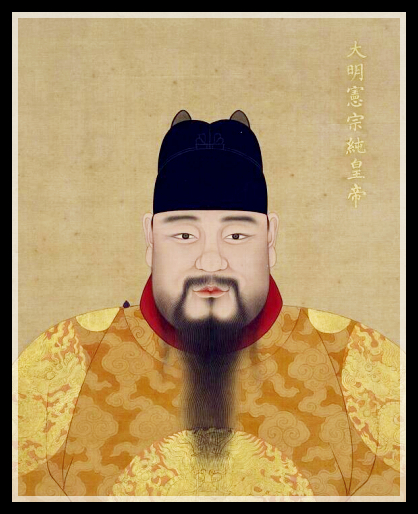
Чэнхуа 1464-1487 Император Китая
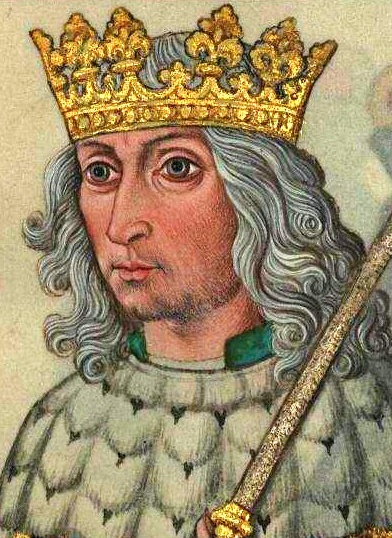
Владислав II Ягеллон 1471-1516 Король Чехии
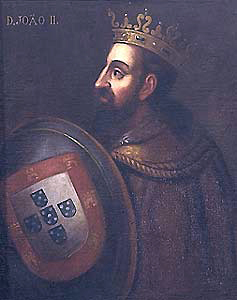
Жуан II 1481-1495 Король Португалии
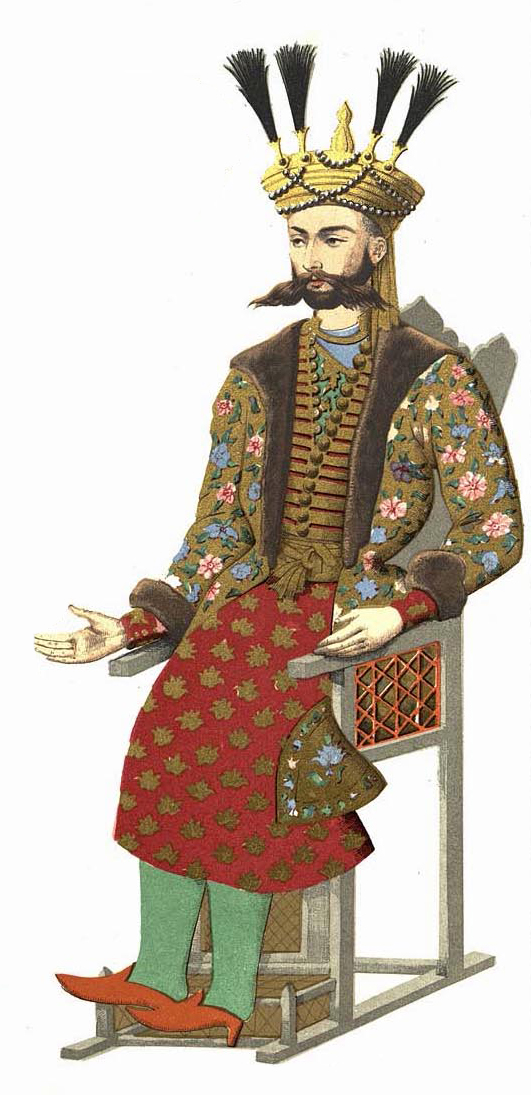
Константин II 1478-1490 Царь Грузии
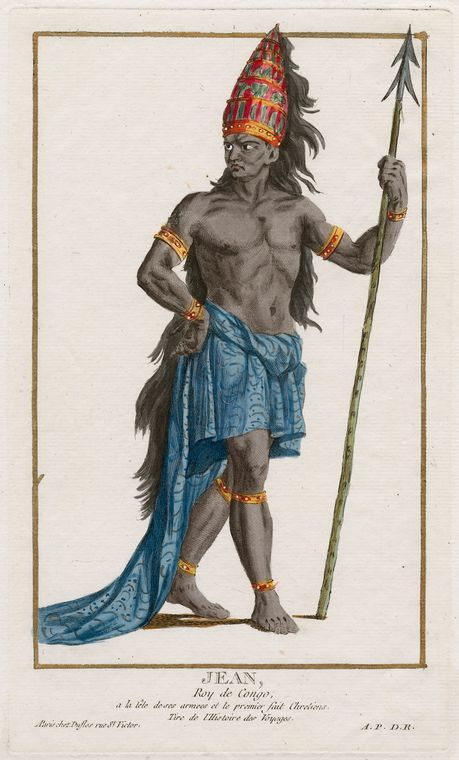
Нзинга Нкуву (Жуан I) 1470-1509 Маниконго
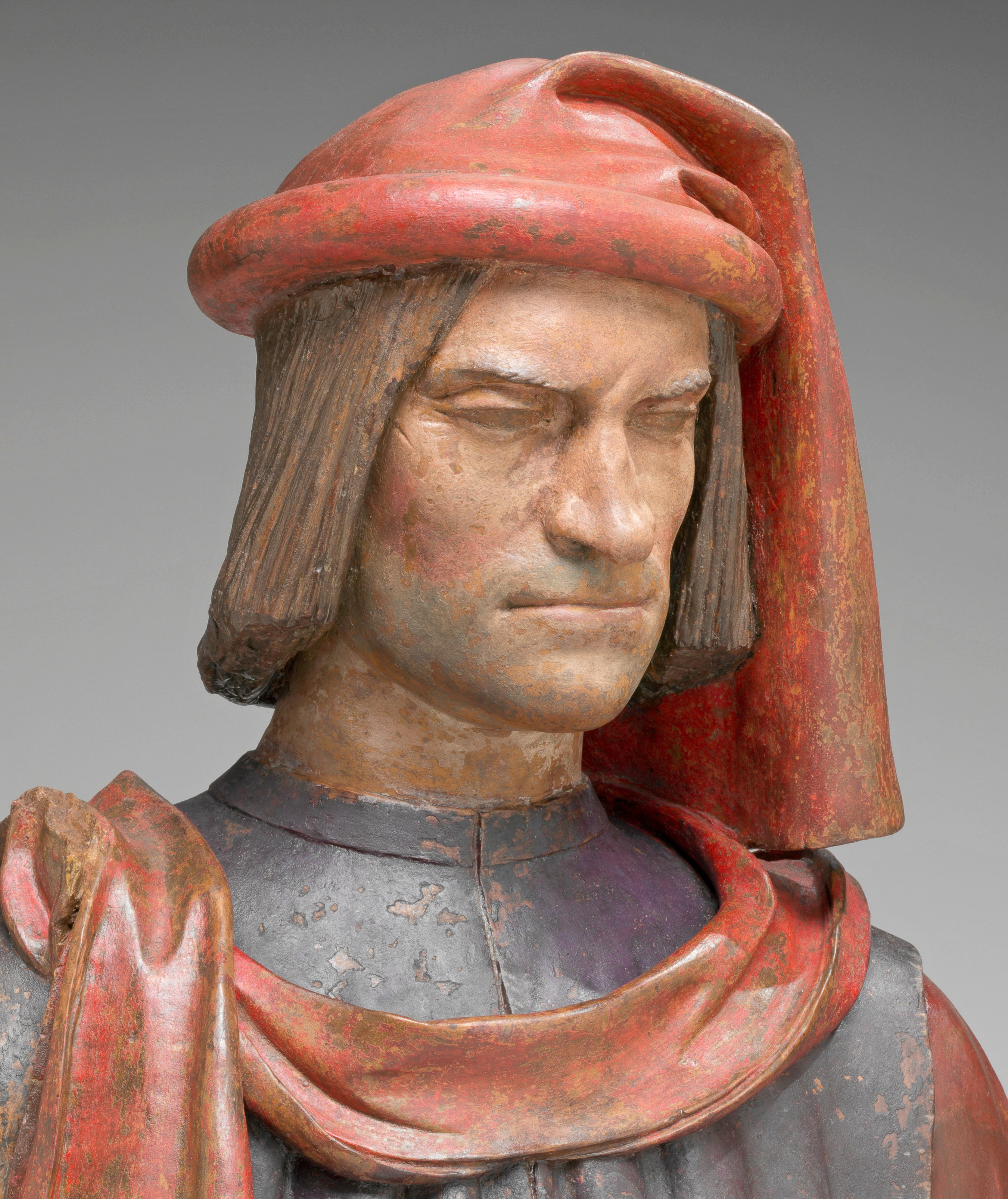
Лоренцо Медичи Великолепный 1469-1492 Глава правительства Флоренции
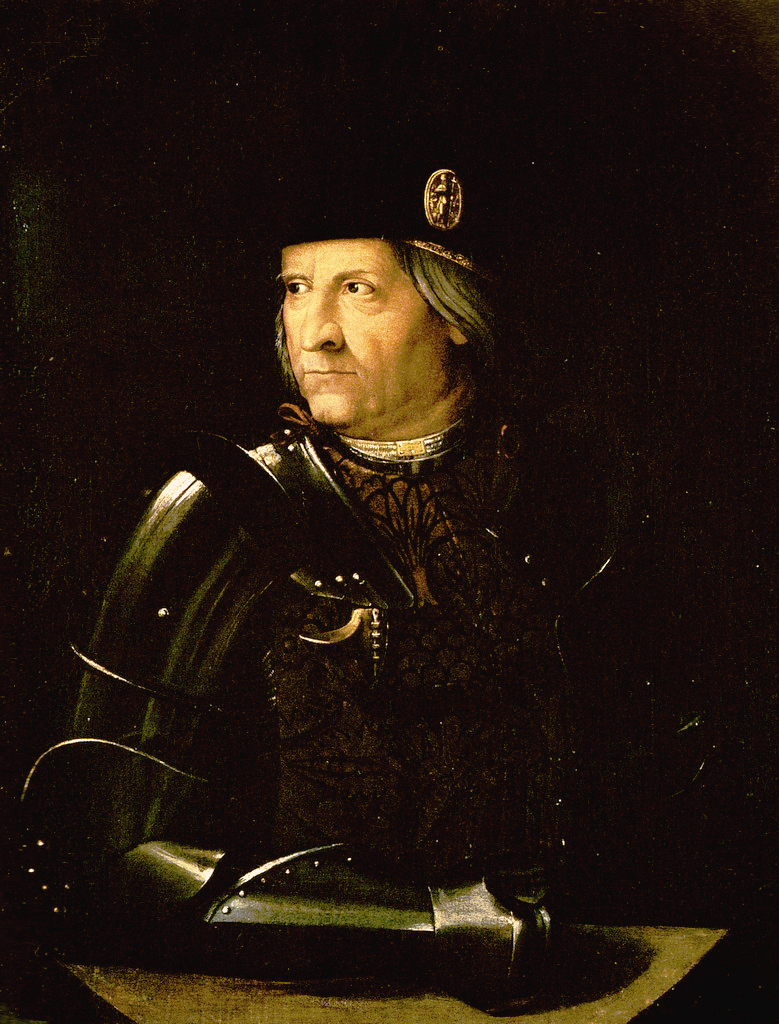
Эрколе I д’Эсте 1471-1505 Герцог Модены, Феррары и Реджо
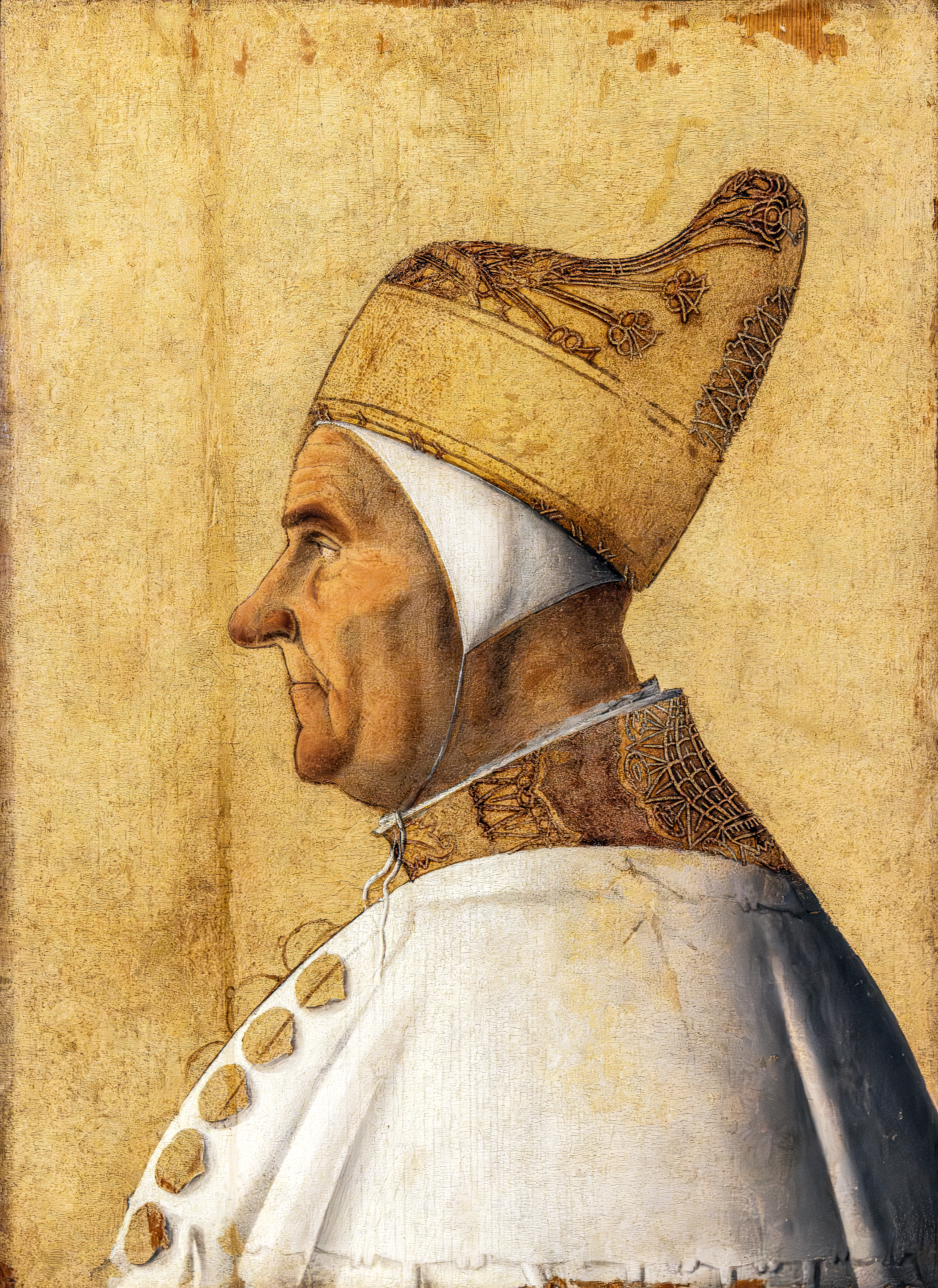
Джованни Мочениго 1478-1485 Дож Венеции
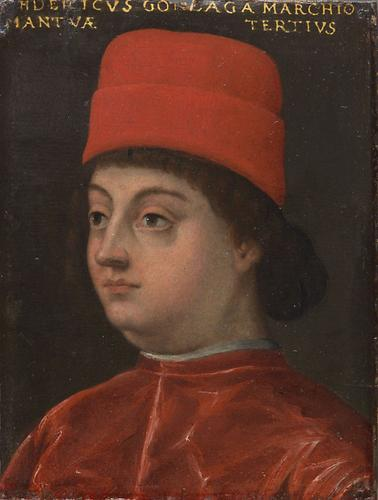
Федерико I Гонзага 1478-1484 Маркграф Мантуи
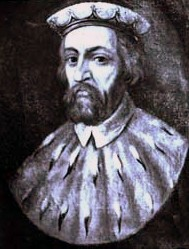
Паоло ди Кампофрегозо 1483-1488 Дож Генуи
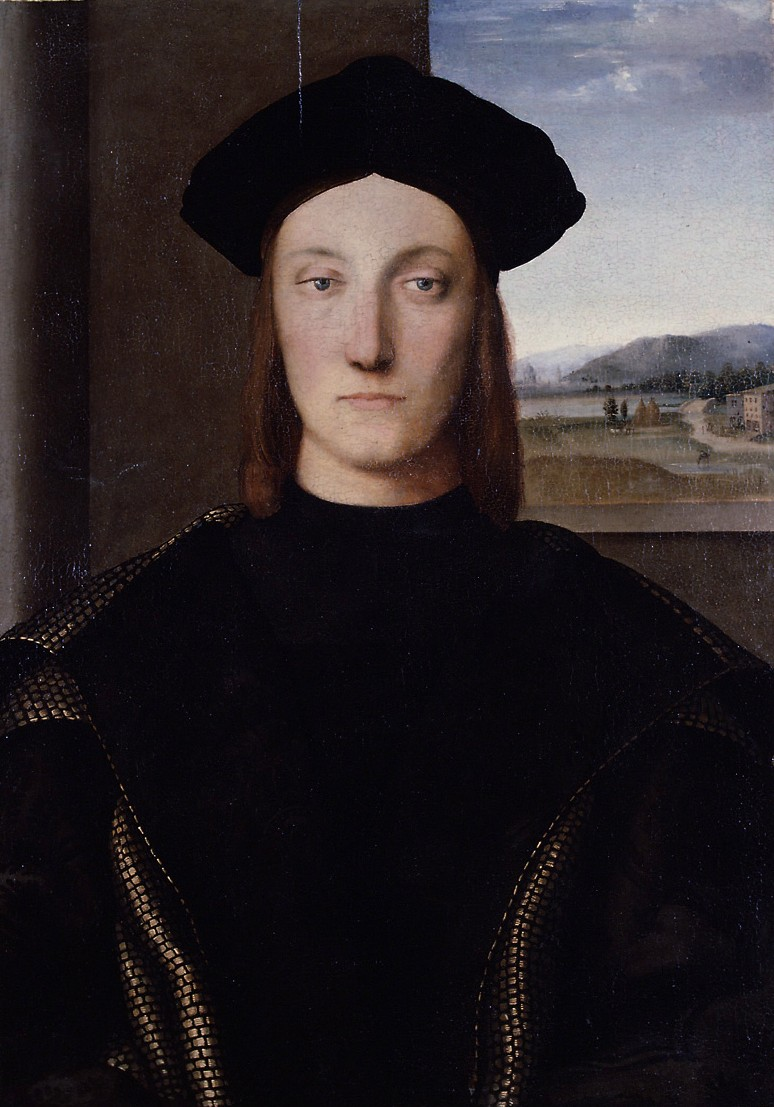
Гвидобальдо да Монтефельтро 1482-1502,1503-1508 Герцог Урбино
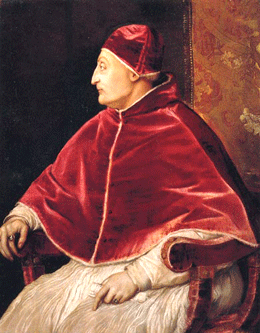
Сикст IV 1471-1484 Папа Римский